# Phlyctaina griseirena
Phlyctaina griseirena är en fjärilsart som beskrevs av George Francis Hampson 1898. Phlyctaina griseirena ingår i släktet Phlyctaina och familjen nattflyn. Inga underarter finns listade i Catalogue of Life.